# Pestřenka pruhovaná
Pestřenka pruhovaná (Episyrphus balteatus) je relativně malý dvoukřídlý hmyz z čeledi pestřenkovití, který je celosvětově hojně rozšířen.

## Popis
V dospělosti dorůstá délky 9–12 mm a má širokou nízkou hlavu s velkýma očima. Pojmenování vychází z charakteristických oranžových a černých pruhů na horní části zadečku. Dalším rozlišovacím znakem je přítomnost nevýrazných podélných pruhů šedavého zabarvení na hrudi.
Pestřenka pruhovaná žije v různých typech areálů, včetně městských zahrad, kde při sběru nektaru plní roli opylovače. Jedinci se mohou formovat do hustých rojů, které jsou podobné, a také zaměnitelné, s vosími roji. Imaga jsou schopna rozdrtit pylová zrna a živit se jimi. Larvy se podílí na biologickém hubení mšic.
Stejně jako u většiny dalších pestřenek lze samce snadno identifikovat pro jejich holoptické oči, které zaujímají většinu plochy hlavy.

## Galerie

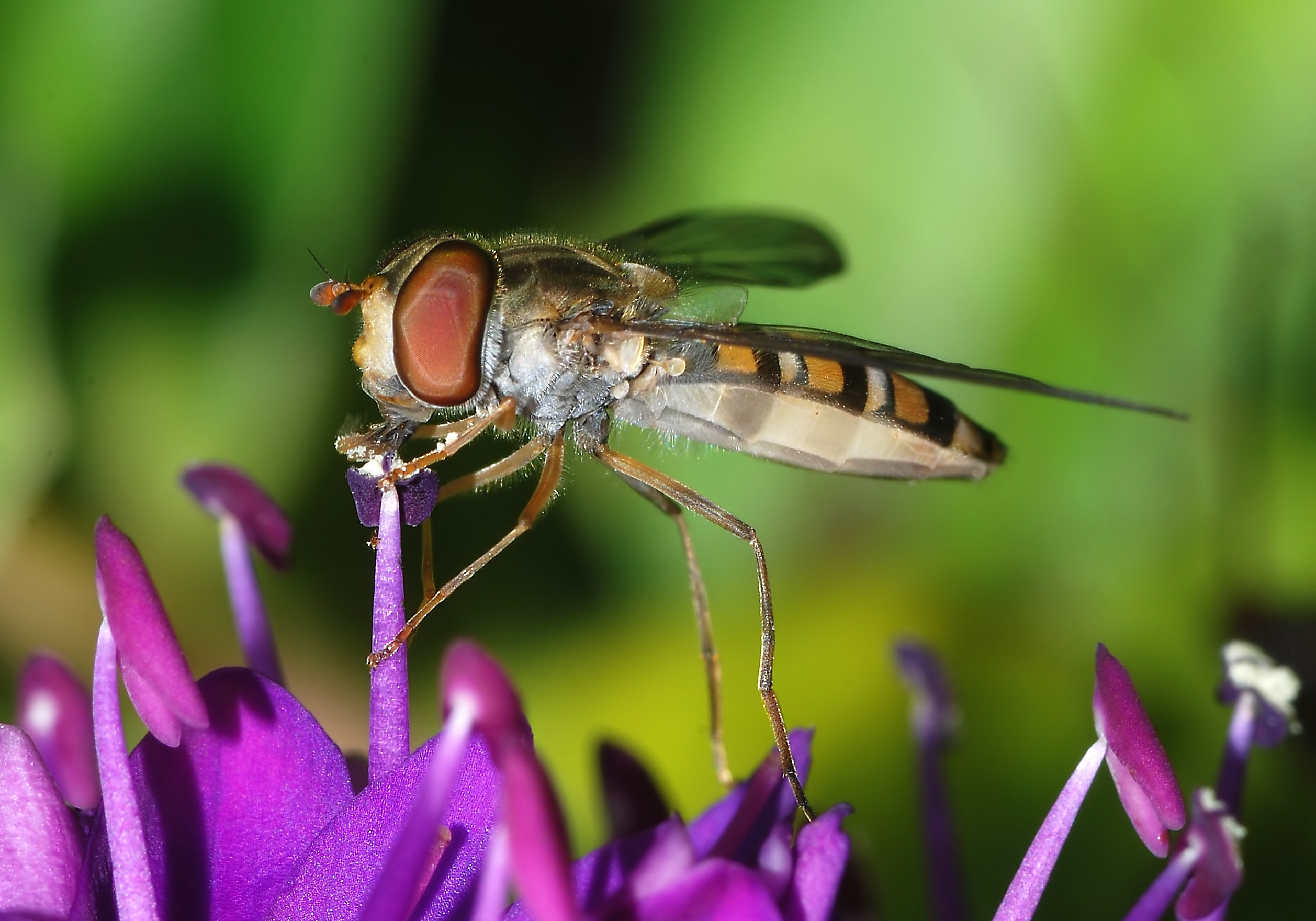
Samice na květu Hebe speciosa, rodu Hebe